# Храм Рождества Христова (Ряжск)
Христорождественский храм — храм Рязанской епархии Русской православной церкви в городе Ряжске.

## История
Впервые Христорождественская церковь города Ряжска упоминается в окладной книге за 1676 год, где значится «в Ряском на посаде», а, чуть позже, по писцовой книге 1685 года — «в Фофоновской слободе». В XVIII веке от этой церкви отошла деревня Малая Хупотка, которая теперь известна как село Введеновка Ряжского района.
Первоначально храм был деревянным и в 1760 году прихожане купили деревянную колокольню, которая ранее была у Георгиевской церкви в Захупте.
В 1822 году начато строительство каменной церкви взамен устаревшей деревянной.
В 1825 году с правой стороны трапезной (тёплой) части храма освящён придел в честь Рождества Пресвятой Богородицы.
В 1838 году страшный пожар опустошил все городские посады, и, согласно православным верованиям, только предстательством мученика Лукиллиана начавшийся сильный дождь угасил пламя. В память этого события в Ряжском Соборе был освящён Придел в честь мученика Лукиллиана и установлен ежегодный крестный ход по посадам в день его памяти.
В 1840 году освящён центральный придел храма в честь Рождества Христова.
По штату в храме были священник, диакон и псаломщик.
В 1880 году были построены дома для диакона и псаломщика.
В 1886 году построено здание церковно-приходской школы
В 1910 году построены каменный и деревянный дома для священнослужителей.
В 1922 году, после антицерковных государственных изменений, из церкви изъято церковное имущество.
В 1939 году церковь была закрыта и отдана властями под клуб. Колокольня высотой около 40 метров была разрушена.
В период с 1939 по 1997 год в храме располагались различные организации.
8 января 1998 года к храму был совершен крестный ход от Успенской церкви г. Ряжска. В этом же году при храме был юридически зарегистрирован приход.
С 2003 по 2009 год настоятелем храма был протоиерей Александр Братищев.
В 2009 году настоятелем назначен иерей Аркадий Алёшин.
10 января 2011 года в храме была совершена Божественная Литургия по случаю 170-летия освящения храма.
16 апреля 2011 года было совершено малое освящение храма и начаты регулярные богослужения.